# Rhododendron yaoshanense
Rhododendron yaoshanense là một loài thực vật có hoa trong họ Thạch nam. Loài này được L.M. Gao & S.D. Zhang mô tả khoa học đầu tiên năm 2008.